# 安藤希
安藤 希（あんどう のぞみ、1982年8月3日 - ）は、日本の女優、ファッションモデル、歌手。フロム・ファーストプロダクションに所属していた。
2008年以降は芸能活動を休止しているが、現在もブログは随時更新されている。

## 来歴
東京学館浦安高校から青山学院女子短期大学国文学科卒業。卒業論文のテーマは与謝野晶子についてであった。
小学生時代からモデル活動をはじめ、CMなどに出演。その後1997年から『おはスタ』（テレビ東京系列）のおはガールとして出演し、知名度をあげた。また、ファッション雑誌『ニコラ』の専属モデル（ニコモ）でもあった。
女優としては『ガメラ3 邪神覚醒』で映画デビューした。その後映画『さくや妖怪伝』にて初主演しその後も『L'amant ラマン』などに主演。『さくや妖怪伝』にて2000年度毎日映画コンクールスポニチグランプリ新人賞を受賞。第3回日本デジタルビデオ大賞主演女優賞を受賞。同年代の女優にはきわめて珍しいクールビューティーぶりが高く評価されている。
歌手としても1999年にインディーズレーベルでシングルをリリースした後、2001年には日本クラウンよりメジャー・デビュー。2003年末の契約終了まで5枚（インディーズ時代を含む）のシングルと2枚のアルバムをリリースしている。
デビュー当時はスペースクラフトプロデュースに所属していた。
2016年11月16日、バセドウ病の治療を受けていることをブログで明かした。

## 人物
- 愛犬の名前はアクアとココア。
- 好きな食べものは母が焼いてくれた甘い卵焼き、好きな酒は芋焼酎。
- 2008年2月14日に結婚したことを7月14日に自身のブログで公表している[4]。
- 2009年4月23日午後2時14分、第一子となる女児を出産[2]。
- 2012年12月3日、第2子となる次女を出産[2]。

## 出演

### ドラマ
- ビーロボカブタック 第45話「人情タイムスリップ」（1998年1月、テレビ朝日） - 村娘 役
- 伊藤潤二恐怖コレクション「顔泥棒」（2000年8月、テレビ朝日） - 主演・沙也香 役
- ラストアライブ（2001年4月 - 6月、テレビ東京） - 戸倉かおり 役
- シリーズ恐怖夜話 episode 2「〜悪魔狩り〜」（2002年10月、tvk・サンテレビ・KBS京都） - 主演・風堂ミチル 役
- ダムド・ファイル シーズンII 第21話「招待状 天白区」（2004年3月、テレビ朝日） - 主演・前島加奈子 役
- ヴァンパイアホスト 第11話・第12話（2004年6月、テレビ東京）- 玲羅 役
- こちら本池上署 第4シリーズ 第5話（2004年11月15日、TBS） - 藤田まどか 役
- ミステリー民俗学者 八雲樹 最終話（2004年12月17日、テレビ朝日） - 千倉流美 役
- 恋のから騒ぎ 〜Love StoriesV〜「葬儀屋の女」（2008年10月10日、日本テレビ） - 千夏 役

### 映画
- ガメラ3 邪神覚醒（1999年、大映/日本テレビ、監督：金子修介） - 守部美雪 役
- さくや妖怪伝（2000年、ワーナー/日本テレビ、監督：原口智生） - 榊咲夜 役（主演）
- 富江 最終章 〜禁断の果実〜（2002年、大映、監督：中原俊） - 富江 役
- ファイト★ガールズ（2003年、	NBCユニバーサル・エンターテイメントジャパン、監督：及川中） - 少女ボクサー・ケイ 役（主演）[5]
- 自殺マニュアル（2003年、アムモ/ベンテンエンタテインメント、監督：福谷修） - 永沢美希 役
- 跋扈妖怪伝　牙吉（2004年、GPミュージアム/リベロ、監督：原口智生） - 桔梗 役
- せかいのおわり（2004年、ポニーキャニオン、監督：風間志織） - 恵利香 役
- 紀雄の部屋（2004年、ベストブレーン配給、監督：深川栄洋） - 森下（妹） 役
- L'amant ラマン（2004年、アルチンボルド制作、監督：廣木隆一） - 華子 / チカコ 役。男達に華子と名前を、付けられる。
- タッチ（2005年、東宝/日本テレビ、監督：犬童一心） - 日向小百合 役
- 天使（2005年、松竹配給、監督：宮坂まゆみ）
- 死づえ2 〜刻まれた十字架〜（2006年、監督：櫻井雅章） - 矢口麻耶 役
- 放郷物語 THROWS OUT MY HOMETOWN（2006年、アクティブ・シネ・クラブ制作配給、監督：飯塚健） - 椎名芽里 役
- 東京フレンズ The Movie（2006年、松竹/エイベックス/フジテレビ制作、監督：永山耕三）
- 花田少年史 幽霊と秘密のトンネル（2006年、松竹/日本テレビ、監督：水田伸生） - 香取聖子 役
- 岸和田少年愚連隊 カオルちゃん最強伝説 中華街のロミオとジュリエット（2007年、吉本興業制作、監督：宮坂武志） - 陳小絹：チンシャオジェン 役
- ボディ・ジャック（2008年、監督：倉谷宣緒）- ジョーチン 役

### Vシネマ
- 陰陽師 妖魔討伐姫シリーズ3部作（2003年、エスピーオー、監督 : 熊澤尚人）- 主演 ･ 龍神摩利 役
- 自殺マニュアル2 中級編（2003年、アムモ/ベンテンエンタテインメント、監督：小沼雄一） - 主演・桐野ノゾミ 役

### WEBドラマ
- 恋愛メビウス EPISODE4 Shutter（2006年6月、Pod TV）

### テレビ
- おはスタ（テレビ東京）
- 天才てれびくんMAX 新ユゲデール物語（2006年） - 植物の女王 役
- イタリア迷宮案内　安藤希が巡る「神曲」の旅　（旅チャンネル）

### CM
- ヤマハ サイレントピアノシリーズ（1993年） -（安達祐実と共演）
- タカラ ルシール（1995年〜1997年）
- 不二家 ケーキ屋さんのケーキ（1995年） - 川崎愛（現:橋本愛と共演）
- 明治乳業 フォレット（1997年）
- ペルソナ2 罪 アトラス（1999年）

## 作品

### イメージDVD
- un deux trois...（2004年9月20日、竹書房）

## ディスコグラフィ

### シングル
- Baby Don't Look Back（1999年10月21日、インディーズ）
- PLACE / Revolution-21（2001年6月21日、日本クラウン） - ドラマ『ラスト・アライブ』主題歌
- VOICE / タカラモノ / CANDLE（2001年10月24日、日本クラウン）
- 羽根 / 花 / 空（2002年6月21日、日本クラウン）
- 永遠 / white snow… / again 〜Love letter〜（2003年1月22日、日本クラウン）

### アルバム
- from N（2002年3月21日、日本クラウン）
M-1 Stars
M-2 BE
M-3 VOICE（ALBUM MIX）
M-4 MY FRIEND
M-5 タカラモノ（ALBUM MIX）
M-6 Revolution-21
M-7 CANDLE
M-8 tears...tears...
M-9 PLACE
M-10 Spring Song
- Reason（2003年2月21日、日本クラウン）
M-1 REASON
M-2 永遠
M-3 しあわせ
M-4 羽根
M-5 ふたり
M-6 white snow…
M-7 10月の海
M-8 花
M-9 again 〜Love letter〜
M-10 空